# Nieppe
Nieppe – miejscowość i gmina we Francji, w regionie Hauts-de-France, w departamencie Nord.
Według danych na rok 1990 gminę zamieszkiwało 7417 osób, a gęstość zaludnienia wynosiła 429 osób/km² (wśród 1549 gmin regionu Nord-Pas-de-Calais Nieppe plasuje się na 118. miejscu pod względem liczby ludności, natomiast pod względem powierzchni na miejscu 92.).